# Dobrota
Dobrota är ett samhälle i Montenegro. Det ligger i den sydvästra delen av landet, 40 km väster om huvudstaden Podgorica. Dobrota ligger 69 meter över havet och antalet invånare är 5 435.
Terrängen runt Dobrota är kuperad österut, men västerut är den bergig. En vik av havet är nära Dobrota åt nordväst. Runt Dobrota är det ganska glesbefolkat, med 48 invånare per kvadratkilometer. Närmaste större samhälle är Herceg Novi, 18,9 km väster om Dobrota. Omgivningarna runt Dobrota är en mosaik av jordbruksmark och naturlig växtlighet.